# 村田正敏
村田 正敏（むらた まさとし、1948年9月1日 - ）は、日本の実業家、北海道新聞社元会長、一般社団法人共同通信社元理事会長、株式会社共同通信社元会長。

## 人物・経歴
1948年、北海道中標津町生まれ。1971年3月、立教大学法学部卒業。同年4月、北海道新聞社入社。
同社広告局次長、東京支社長、取締役経営企画室長、常務取締役広告局長などを経て、2010年6月、菊池育夫の後任として社長就任。2017年6月、会長に就任。
2011年6月、一般社団法人共同通信社理事会副会長。2014年6月、同理事会長就任。同月、株式会社共同通信社会長就任。